# Miel et Cendres
Pour plus de détails, voir Fiche technique et Distribution.
Miel et Cendres est un film suisso-tunisien réalisé par Nadia Fares Anliker et sorti en 1996.

## Synopsis
Le film raconte la rencontre de trois femmes tunisiennes, trois femmes confrontées aux traditions patriarcales conservatrices. Leïla, d'origine modeste, dans l'impossibilité de vivre un amour partagé, a dû fuir et se prostituer. Naïma, médecin, qui l'a prise en charge dans des circonstances extraordinairement pénibles, vit, de son côté, toute seule avec sa fille Mounia. Elle aussi a dû renoncer à une idylle de jeunesse et a fait un mariage arrangé malheureux. Le troisième portrait de femme est celui d'Amina, mariée à un professeur de philosophie aux idées libérales. Elle est pourtant désillusionnée et vit, à présent, séparée.

## Fiche technique
Sauf indication contraire, les informations mentionnées dans cette section peuvent être confirmées par la base de données cinématographiques IMDb,  présente dans la section « Liens externes ».
- Titre : Miel et Cendres
- Réalisation : Nadia Fares Anliker
- Scénario : Nadia Fares Anliker et Yves Kropf
- Dialogues : Mahmoud Larnaout
- Photographie : Ismaël Ramirez
- Montage : Kahéna Attia-Riveill
- Sociétés de production : Dschoint Ventschr et CTV
- Société de distribution : Seventh Art Releasing
- Pays d'origine :  Suisse,  Tunisie
- Langues : français et arabe
- Format : couleurs, 2,35:1, DTS / Dolby Digital, 35 mm
- Genre : drame
- Durée : 80 minutes
- Dates de sorties en salles : 
  -  Suisse : 17 août 1996 (Festival international du film de Locarno)

## Distribution
- Nozha Khouadra : Leïla
- Amel Hedhili : Amina
- Samia Mzali : Naïma
- Slim Larnaout : Hassan
- Naji Najeh : Moha

## Commentaires
- Miel et cendres « révèle un problème culturel séculaire, caché derrière des images que le spectateur présuppose divertissantes »[1]. Entre vision documentaire et fiction, le film de Nadia Fares Anliker est, finalement, « un réquisitoire et un plaidoyer en faveur des femmes suffisamment fortes et intelligentes pour assumer leur avenir ». Il est dommage qu'ici les hommes n'aient « jamais questionné une culture qui leur octroie tant de droits, mais aussi tant de déceptions [...] Miel et cendres est une façon de montrer que le bonheur est un privilège qu'ils doivent entretenir précieusement, s'ils ne veulent pas le voir disparaître comme des cendres que disperse le vent », commente Josette Hollenbeck[1].
- Ce film pourrait aussi s'appeler Tunisiennes, comme celui de Nouri Bouzid, dont il est quasiment contemporain. En effet, le sort des femmes peut varier sensiblement suivant les pays musulmans, fait remarquer, pour sa part, Denise Brahimi[2]. L'intérêt du film de Nadia Fares Anliker est de montrer que Leïla, issue d'un milieu modeste, n'est pas la seule à être battue. Ainsi, de manière plus surprenante, Amina, ayant fait des études supérieures, l'est également alors qu'elle a épousé par amour son professeur, Moha. Dans une scène particulièrement brutale, celui-ci écrase la main de sa compagne avec son soulier[2]. « L'émancipation de la femme, nous dit Nadia Fares Anliker, même et surtout quand elle est réussie, peut aboutir à une sanglante rivalité avec l'homme. En fait, elle ne le dit pas, elle le montre : d'où la supériorité du film sur les discours féministes. On a le sentiment de rejoindre ici ce qu'exprimaient à leur façon beaucoup de films occidentaux : dans une période qui n'est, peut-être, que de « transition », la liberté des femmes se paye souvent au prix de la solitude, ce qui est d'autant plus difficile à vivre » dans des pays aux solides traditions patriarcales, écrit en substance Denise Brahimi[2].

## Distinctions
| Date                           | Distinction                                         | Catégorie                                      | Nom                  | Résultat   |
| ------------------------------ | --------------------------------------------------- | ---------------------------------------------- | -------------------- | ---------- |
| 8 au 18 août 1996              | Festival international du film de Locarno           | Prix du jury œcuménique                        | Nadia Fares Anliker  | Lauréat    |
| 8 au 18 août 1996              | Festival international du film de Locarno           | Léopard d'or                                   | Nadia Fares Anliker  | Nomination |
| 27 septembre au 5 octobre 1996 | Festival international du film francophone de Namur | Prix de l'ACCT pour le meilleur du film du Sud | Nadia Fares Anliker  | Lauréat    |
| 27 septembre au 5 octobre 1996 | Festival international du film francophone de Namur | Meilleure actrice                              | Nozha Khouadra       | Lauréat    |
| 27 septembre au 5 octobre 1996 | Festival international du film francophone de Namur | Prix du jeune jury Émile Cantillon             | Nadia Fares Anliker  | Lauréat    |
| 27 septembre au 5 octobre 1996 | Festival international du film francophone de Namur | Bayard d'or                                    | Nadia Fares Anliker  | Nomination |
| 25 octobre au 3 novembre 1996  | CINÉMED                                             | Antigone d'or                                  | Nadia Fares Anliker  | Lauréat    |
| 22 au 29 novembre 1996         | Festival international du film de Gijón             | Meilleur scénario                              | Miel et Cendres      | Lauréat    |
| 21 au 27 janvier 1997          | Festival Max Ophüls                                 | Prix du Premier ministre de la Sarre           | Nadia Fares Anliker  | Lauréat    |
| 31 janvier au 9 février 1997   | Festival international du premier film d'Annonay    | Prix spécial du jury                           | Nadia Fares Anliker  | Lauréat    |
| 22 février au 1er mars 1997    | FESPACO                                             | Meilleur montage                               | Kahéna Attia-Riveill | Lauréat    |
| 22 février au 1er mars 1997    | FESPACO                                             | Prix Oumarou Ganda de la première œuvre        | Nadia Fares Anliker  | Nomination |
| 24 avril au 8 mai 1997         | Festival international du film de San Francisco     | Meilleur film                                  | Nadia Fares Anliker  | Lauréat    |